# 리 코니츠

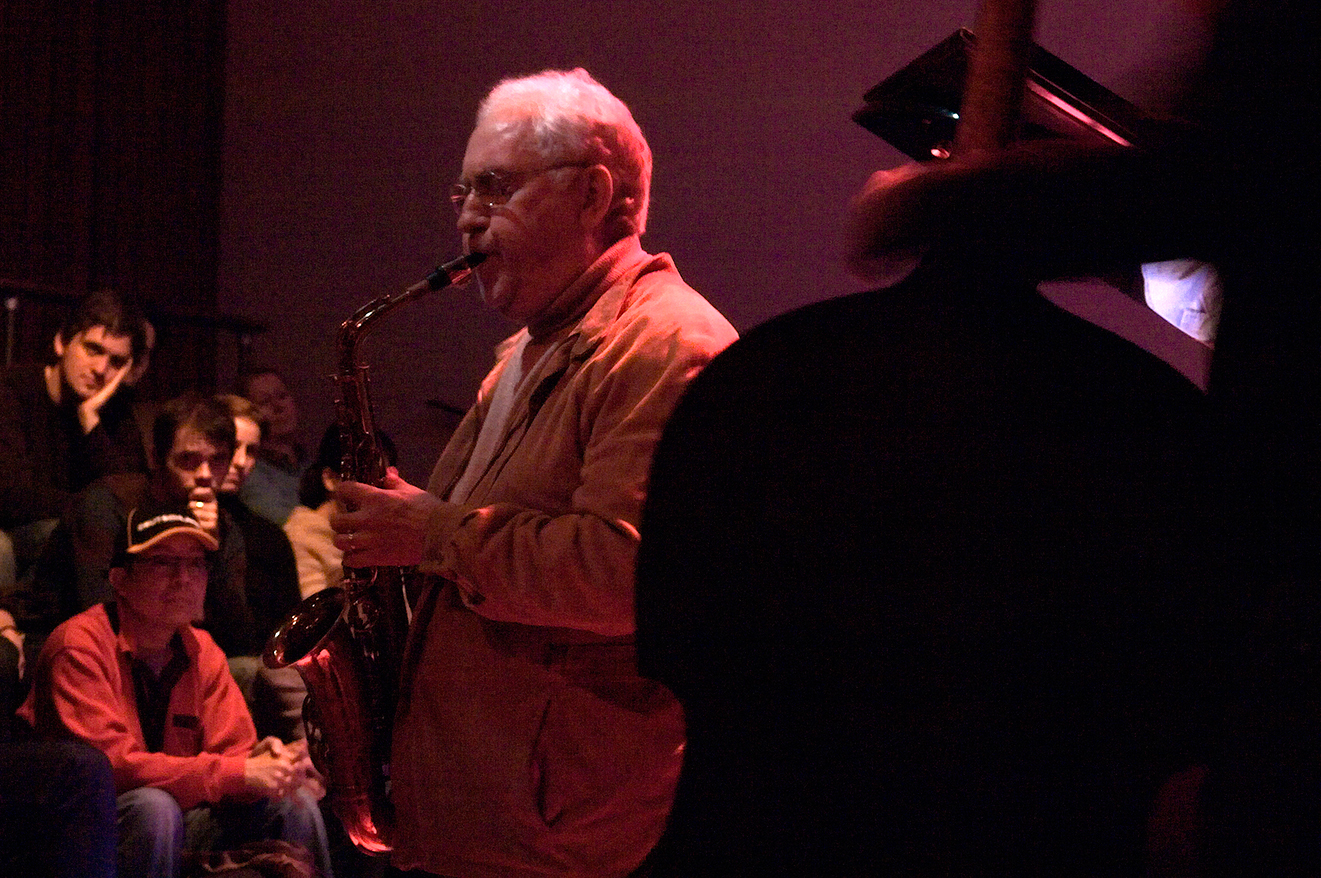
2007년

리 코니츠(Lee Konitz, 1927년 10월 13일 ~ 2020년 4월 15일)는 미국의 작곡가이자 알토 색소포니스트이다.
레니 트리스타노 문하의 수재이며 백인 쿨파(派)를 대표하는 거인이다. 1950년을 중심으로 그 천재적인 쿨 알토는 재즈계를 지배했다. 1952년부터 약 1년 동안 스탠 켄턴 악단, 1954년부터 자기의 캄보를 가졌으나 운이 없어 일을 할 수 있는 기회가 없어 음악교사와 뮤지션이라는 이중생활을 하였다.
코로나바이러스감염증-19에 의한 폐렴으로 투병 중 뉴욕 레녹스 힐 병원에서 사망하였다.